# Levina Teerlinc
Levina Teerlinc (Brugge, 1510 és 1520 között – London, 1576. június 23.) flamand miniatúrafestő. VI. Edward, I. Mária és I. Erzsébet angol uralkodók udvarában szolgált mint udvari festő.

## Életútja
Simon Bening (Benninc, Benninck), a Ghent-Bruges iskola ismert illuminátorának legidősebb lánya. Valószínűleg lányát is oktatta kéziratok festésére. Teerlinc házassága előtt apja műhelyében is dolgozhatott.
1545-ben férjével, George Teerlinc Blankenberge-gel áttelepült Angliába. Ettől kezdve VIII. Henrik királyi udvarában szolgált királyi festőként. Elődje, ifj. Hans Holbein abban az időben hunyt el. Évi illetménye 40 font volt – valamivel több, mint elődjének. Később udvarhölgyként szolgált mind I. Erzsébet, mind I. Mária udvartartásában.

## Művei
Dokumentált művei közt találunk újévi, uralkodói ajándékként adományozott festményeket – mint I. Mária 1553-as Szentháromság képe. Hírnevet mégis más terület hozott számára. A miniatűr portréfestészet divatjának fellendítésében kulcsszerepet játszott. Leírások szerint számos portrét készített I. Erzsébet számára, mind arckép, mind csoportkép formájában az udvartartás fontos személyiségeinek társaságában. Oktathatta Nicholas Hilliardot is, a miniatűr portrékészítés módjairól aranyművesek számára adott leckék során. Hilliard aztán a kor legnagyobb miniatűr portréfestője lett.
Sajnálatos módon ezeknek a munkáknak nagy része nem maradt fenn, vagy nem lehet határozottan Teerlincnek tulajdonítani. Gyakorlatilag semmilyen vitán felül nevéhez köthető munka nem maradt fenn az utókorra. Egy 1983-as kiállítás a Viktória és Albert múzeumban mutatta be az első olyan miniatúra gyűjteményt, melyben a kiállított műveket mind Levina Teerlinc-nek tulajdonították.
Mivel ez a kiállítás ugyanakkor udvarifestő-elődjének, Lucas Hornebolte-nak is emléket állított, igen hasznos volt a festői attribútumok megnevezésében.
Öt miniatúra és két festett kéziratlap szerepelt a kiállításon. Köztük Lady Catherine Grey miniatúrája a V és A múzeumból, mások a Brit Művészet Yale Központjából, a Királyi Gyűjteményből (mindkettő a fiatal I. Erzsébethez köthető), valamint magángyűjtőktől.
Strong szerint figyelemre méltó mennyiségű miniatűr munka jellemezhető olyan karakterisztikus jegyekkel mint finom ecsetvonások, vékony, transzparens rétegek, gyenge ecsetkezelés. Mindez egyetlen művészre enged következtetni.
Ő tervezhette I. Máriának Anglia Nagypecsétjét, és a legkorábbi Erzsébet által használt pecsétet is.

## Felsorolás
- Levina Teerlinc, Lady Katherine Grey protréja, 1555–60, Victoria and Albert Museum, Museum no. P.10-1979[5]
- Levina Teerlinc, Fiatal nő portréja, 1549, Victoria and Albert Museum, Museum no. P.21-1954[6]
- Levina Teerlinc?, I. Mária királynő portréja, Buccleuch hercegi gyűjtemény
- Levina Teerlinc?, fiatal nő portréja, H.M. királynő gyűjteménye, Windsor Castle
- Levina Teerlinc?, I. Erzsébet portréja uralkodói díszben, Welbeck Abbey gyűjteménye